# Campeonato Pernambucano de Futebol de 2025
O Campeonato Pernambucano de Futebol da Série A1 de 2025 foi a 111ª edição da principal divisão de futebol profissional entre clubes de futebol do estado de Pernambuco. Organizado pela Federação Pernambucana de Futebol (FPF), o torneio foi iniciado em 11 de janeiro e terminou em 26 de março de 2025.
Dez equipes participaram do certame. O Sport é o atual campeão da competição, após vencer o Retrô nos pênaltis e conquistar seu tricampeonato seguido. O campeonato contou com o retorno do Decisão Sertânia, após quatro anos longe da elite, e com a estreia do Jaguar. As equipes foram premiadas com vagas em competições nacionais, sendo três na Copa do Brasil 2026 e duas na Série D 2026.

## Fórmula de disputa

### Primeira fase e Fase final
Em reunião do Conselho Técnico realizada em 23 de outubro de 2024, a Federação Pernambucana de Futebol (FPF) decidiu que a fórmula do campeonato permanecerá a mesma de 2024.
Na Primeira fase, as 10 equipes jogam entre si uma vez, somando 3 pontos por vitória e 1 ponto por empate e nenhum ponto por derrota. Após as 9 rodadas, os 6 melhores times avançam para a Fase final, já o 8º, 9º e o 10º são rebaixados para a Série A2 de 2026, enquanto o 7º  garantirá sua permanência na primeira divisão do estadual. Em caso de empate em pontos entre duas ou mais equipes, a sua posição da  na tabela geral de pontuação é determinada pela ordemː
1. Maior número de vitórias;
2. Maior saldo de gols;
3. Maior número de gols pró;
4. Menor número de cartões vermelhos recebidos;
5. Menor número de cartões amarelos recebidos;
6. Sorteio

A Fase final envolve os 6 melhores times da 1ª fase, da forma que o 1º e o 2º vão direto para as semifinais. Do 3º ao 6º vão para a 2ª fase, chave 3º x 6º e 4º x 5º em jogo único para determinar os semifinalistas restantes, o 3º e o 4º tem o mando de campo. Os vencedores da 2ª fase enfrentam o 1º e o 2º nas semifinais em jogo de (ida e volta) estes últimos jogam a volta em casa.  Os vencedores das semifinais vão para a final em jogo de (ida e volta), com o time de melhor desempenho na 1ª fase sediando a volta. Empates na soma dos placares, pênaltis decidem o vencedor.

## Transmissão
| Empresa            | Transmissões                                                                           |
| ------------------ | -------------------------------------------------------------------------------------- |
| TV Globo           | Transmitirá uma partida por rodada sempre aos sábados para Pernambuco até a final      |
| GloboEsporte.com   | Transmissão simultânea com a TV Globo para cobertura nacional                          |
| Canal GOAT         | Transmitirá de uma a quatro partidas por rodada para todo brasil até a final           |
| TV FPF Betnacional | Transmitirá de três a quatro partidas por rodada para todo brasil até a primeira fase. |

## Informações das equipes
| Pos. | Rebaixados da edição anterior |
| ---- | ----------------------------- |
| 9    | Porto-PE                      |
| 10   | Flamengo de Arcoverde         |

| Pos. | Promovidos da divisão anterior |
| ---- | ------------------------------ |
| 1    | Jaguar                         |
| 2    | Decisão Sertânia               |

| Aumento | Equipe promovida da Série A2 |

## Primeira fase
| Pos | Equipe           | Pts | J | V | E | D | GP | GC | SG  | Classificação ou descenso         |  | STA | MAG | NAU | SPO | DFC | RET | JAG | CEN | AFG | PTL |
| --- | ---------------- | --- | - | - | - | - | -- | -- | --- | --------------------------------- |  | --- | --- | --- | --- | --- | --- | --- | --- | --- | --- |
| 1   | Santa Cruz       | 20  | 9 | 6 | 2 | 1 | 14 | 4  | +10 | Classificados para a semifinal    |  | —   |     |     | 1–0 |     | 1–0 |     | 2–1 | 2–0 | 2–0 |
| 2   | Maguary          | 17  | 9 | 5 | 2 | 2 | 13 | 10 | +3  | Classificados para a semifinal    |  | 0–0 | —   |     |     | 5–0 |     | 2–1 | 1–0 |     |     |
| 3   | Náutico          | 16  | 9 | 5 | 1 | 3 | 15 | 9  | +6  | Classificados para a segunda fase |  | 2–1 | 2–0 | —   |     |     |     | 3–2 |     | 4–0 | 1–1 |
| 4   | Sport            | 15  | 9 | 4 | 3 | 2 | 17 | 8  | +9  | Classificados para a segunda fase |  |     | 5–0 | 1–2 | —   | 1–1 | 1–1 | 4–1 |     |     |     |
| 5   | Decisão Sertânia | 13  | 9 | 3 | 4 | 2 | 11 | 12 | −1  | Classificados para a segunda fase |  | 1–1 |     | 1–0 |     | —   |     |     |     | 1–1 | 3–0 |
| 6   | Retrô            | 12  | 9 | 3 | 3 | 3 | 8  | 10 | −2  | Classificados para a segunda fase |  |     | 1–3 | 1–0 |     | 1–1 | —   | 1–1 |     | 1–0 |     |
| 7   | Jaguar           | 11  | 9 | 3 | 2 | 4 | 10 | 16 | −6  |                                   |  | 0–4 |     |     |     | 2–1 |     | —   |     | 1–0 | 2–1 |
| 8   | Central          | 9   | 9 | 2 | 3 | 4 | 8  | 9  | −1  | Rebaixados                        |  |     |     | 2–1 | 0–1 | 1–2 | 3–1 | 0–0 | —   |     |     |
| 9   | Afogados         | 5   | 9 | 0 | 5 | 4 | 5  | 13 | −8  | Rebaixados                        |  |     | 1–1 |     | 1–1 |     |     |     | 1–1 | —   | 1–1 |
| 10  | Petrolina        | 3   | 9 | 0 | 3 | 6 | 4  | 14 | −10 | Rebaixados                        |  |     | 0–1 |     | 1–3 |     | 0–1 |     | 0–0 |     | —   |

## Fase final
Em itálico, as equipes que possuem o mando de campo do confronto no jogo único ou na primeira partida; em negrito as equipes classificadas.
|  | Segunda Fase | Segunda Fase     | Segunda Fase |  |  | Semifinal | Semifinal  | Semifinal | Semifinal | Semifinal |  |  | Final | Final       | Final | Final | Final |
|  |              |                  |              |  |  |           |            |           |           |           |  |  |       |             |       |       |       |
|  |              |                  |              |  |  | -         | Retrô      | 2         | 2         | 4         |  |  |       |             |       |       |       |
|  | 3º           | Náutico          | 0 (3)        |  |  | 2º        | Maguary    | 1         | 0         | 1         |  |  |       |             |       |       |       |
|  | 6º           | Retrô (pen)      | 0 (5)        |  |  |           |            |           |           |           |  |  | -     | Retrô       | 2     | 2     | 4 (2) |
|  |              |                  |              |  |  |           |            |           |           |           |  |  | -     | Sport (pen) | 3     | 1     | 4 (4) |
|  |              |                  |              |  |  | -         | Sport      | 2         | 1         | 3         |  |  |       |             |       |       |       |
|  | 4º           | Sport            | 3            |  |  | 1º        | Santa Cruz | 0         | 0         | 0         |  |  |       |             |       |       |       |
|  | 5º           | Decisão Sertânia | 0            |  |  |           |            |           |           |           |  |  |       |             |       |       |       |

## Premiação
| Campeonato Pernambucano de Futebol de 2025 |
| ------------------------------------------ |
| Sport Tricampeão (45.º título)             |

## Estatísticas

### Artilharia
| Pos. | Jogador           | Equipe           | Gols |
| ---- | ----------------- | ---------------- | ---- |
| 1    | Pedro Maycon      | Jaguar           | 6    |
| 2    | Héricles          | Maguary          | 5    |
| 2    | Gonçalo Paciência | Sport            | 5    |
| 2    | Thiaguinho        | Santa Cruz       | 5    |
| 3    | Pablo             | Sport            | 4    |
| 3    | Matheus Mosquito  | Decisão Sertânia | 4    |
| 3    | Lenny Lobato      | Sport            | 4    |
| 4    | Patrick Allan     | Náutico          | 3    |
| 4    | Matheus Melo      | Santa Cruz       | 3    |
| 4    | João Pedro        | Santa Cruz       | 3    |
| 4    | Erick Cunha       | Maguary          | 3    |

### Assistências
| Pos. | Jogador        | Equipe     | Assists. |
| ---- | -------------- | ---------- | -------- |
| 1    | Patrick Allan  | Náutico    | 3        |
| 1    | Thiaguinho     | Santa Cruz | 3        |
| 2    | Carlos Alberto | Sport      | 2        |
| 2    | Lucas Lima     | Sport      | 2        |
| 2    | Lucas Siqueira | Santa Cruz | 2        |
| 2    | Marcos Ytalo   | Náutico    | 2        |

### Público
Maiores públicos
Estes são os dez maiores públicos do campeonato:
| N.º | Público | Mandante   | Placar | Visitante  | Estádio        | Data            | Fase      | Ref.   |
| --- | ------- | ---------- | ------ | ---------- | -------------- | --------------- | --------- | ------ |
| 1   | 28 802  | Santa Cruz | 0–1    | Sport      | Arruda         | 15 de março     | Semifinal | [ 8 ]  |
| 2   | 25 836  | Santa Cruz | 1–0    | Sport      | Arruda         | 1 de fevereiro  | 6ª rodada | [ 9 ]  |
| 3   | 23 993  | Santa Cruz | 2–0    | Afogados   | Arruda         | 19 de janeiro   | 3ª rodada | [ 10 ] |
| 4   | 23 231  | Santa Cruz | 2–1    | Central    | Arruda         | 16 de fevereiro | 8ª rodada | [ 11 ] |
| 5   | 23 117  | Sport      | 1–2    | Retrô      | Ilha do Retiro | 2 de abril      | Final     | [ 12 ] |
| 6   | 21 303  | Santa Cruz | 2–0    | Petrolina  | Arruda         | 16 de janeiro   | 2ª rodada | [ 13 ] |
| 7   | 18 191  | Santa Cruz | 1–0    | Retrô      | Arruda         | 28 de janeiro   | 5ª rodada | [ 14 ] |
| 8   | 17 241  | Sport      | 2–0    | Santa Cruz | Ilha do Retiro | 8 de março      | Semifinal | [ 15 ] |
| 9   | 12 183  | Sport      | 1–2    | Náutico    | Ilha do Retiro | 15 de fevereiro | 8ª rodada | [ 16 ] |
| 10  | 11 337  | Náutico    | 2–1    | Santa Cruz | Aflitos        | 25 de janeiro   | 4ª rodada | [ 17 ] |

Menores públicos
Estes são os dez menores públicos do campeonato:
| N.º | Público | Mandante         | Placar | Visitante        | Estádio             | Data            | Fase      | Ref.   |
| --- | ------- | ---------------- | ------ | ---------------- | ------------------- | --------------- | --------- | ------ |
| 1   | 8       | Jaguar           | 2–1    | Decisão Sertânia | Arena de Pernambuco | 22 de janeiro   | 3ª rodada | [ 19 ] |
| 2   | 22      | Retrô            | 1–1    | Decisão Sertânia | Arena de Pernambuco | 16 de fevereiro | 8ª rodada | [ 20 ] |
| 3   | 54      | Retrô            | 1–1    | Jaguar           | Arena de Pernambuco | 25 de janeiro   | 4ª rodada | [ 21 ] |
| 4   | 55      | Retrô            | 1–3    | Maguary          | Arena de Pernambuco | 12 de janeiro   | 1ª rodada | [ 22 ] |
| 5   | 100     | Petrolina        | 0–1    | Retrô            | Paulo Coelho        | 9 de fevereiro  | 7ª rodada | [ 23 ] |
| 6   | 125     | Petrolina        | 0–0    | Central          | Paulo Coelho        | 2 de fevereiro  | 6ª rodada | [ 24 ] |
| 7   | 129     | Retrô            | 2–1    | Maguary          | Arena de Pernambuco | 9 de março      | Semifinal | [ 25 ] |
| 8   | 169     | Decisão Sertânia | 1–1    | Afogados         | Odilon Ferreira     | 5 de fevereiro  | 6ª rodada | [ 26 ] |
| 9   | 184     | Afogados         | 1–1    | Central          | Vianão              | 29 de janeiro   | 5ª rodada | [ 27 ] |
| 10  | 225     | Decisão Sertânia | 3–0    | Petrolina        | Odilon Ferreira     | 30 de janeiro   | 5ª rodada | [ 28 ] |

## Mudanças de técnicos
| Clube     | Antecessor     | Data            | Última partida               | Rod | Pos | Sucessor                    | Ref.                 |
| --------- | -------------- | --------------- | ---------------------------- | --- | --- | --------------------------- | -------------------- |
| Retrô     | Dico Woolley   | 12 de janeiro   | Retrô 1–3 Maguary            | 1ª  | 10º | Evaristo Piza               | [ 30 ] [ 31 ]        |
| Central   | Rafael Jaques  | 17 de janeiro   | Maguary 1–0 Central          | 2ª  | 9º  | Celso Teixeira              | [ 32 ] [ 33 ] [ 34 ] |
| Afogados  | Alexandre Lima | 10 de fevereiro | Náutico 4–0 Afogados         | 7ª  | 9º  | Rogério Oliveira (interino) | [ 35 ] [ 36 ]        |
| Central   | Celso Teixeira | 11 de fevereiro | Central 1–2 Decisão Sertânia | 7ª  | 7º  | Moisés Catende (interino)   | [ 37 ] [ 38 ]        |
| Petrolina | Rui Sacramento | 20 de fevereiro | Jaguar 2–1 Petrolina         | 8ª  | 10º | Assis Monteiro (interino)   | [ 39 ] [ 40 ]        |

## Classificação geral
A seguir, a classificação geral da competição, para a distribuição de vagas para as principais competições: Copa do Brasil 2026, Série D 2026 e Copa do Nordeste de 2026. As vagas para a Série D, serão distribuídas aos clubes que não esteja em uma das três principais divisões nacionais.
| Pos | Equipe           | Pts | J  | V | E | D | GP | GC | SG  | Classificação ou descenso                                                                         |
| --- | ---------------- | --- | -- | - | - | - | -- | -- | --- | ------------------------------------------------------------------------------------------------- |
| 1   | Sport            | 27  | 14 | 8 | 3 | 3 | 27 | 12 | +15 | Campeão e classificado à Copa do Brasil 2026 e Copa do Nordeste 2026                              |
| 2   | Retrô            | 22  | 14 | 6 | 4 | 4 | 16 | 15 | +1  | Vice-campeão e classificado à Copa do Brasil 2026 e Copa do Nordeste 2026                         |
| 3   | Santa Cruz       | 20  | 12 | 6 | 2 | 4 | 14 | 8  | +6  | Eliminado na semifinal e classificado à Copa do Brasil 2026, Série D 2026 e Copa do Nordeste 2026 |
| 4   | Maguary          | 17  | 12 | 5 | 2 | 5 | 15 | 14 | +1  | Eliminado na semifinal e classificado à Série D 2026                                              |
| 5   | Náutico          | 17  | 10 | 5 | 2 | 3 | 15 | 9  | +6  | Eliminados na segunda fase                                                                        |
| 6   | Decisão Sertânia | 13  | 10 | 3 | 4 | 3 | 11 | 15 | −4  | Eliminados na segunda fase                                                                        |
| 7   | Jaguar           | 11  | 9  | 3 | 2 | 4 | 10 | 16 | −6  |                                                                                                   |
| 8   | Central          | 9   | 9  | 2 | 3 | 4 | 8  | 9  | −1  | Rebaixados à Série A2 de 2026                                                                     |
| 9   | Afogados         | 5   | 9  | 0 | 5 | 4 | 5  | 13 | −8  | Rebaixados à Série A2 de 2026                                                                     |
| 10  | Petrolina        | 3   | 9  | 0 | 3 | 6 | 4  | 14 | −10 | Rebaixados à Série A2 de 2026                                                                     |